# Константиново (Варненская область)
Константиново (болг. Константиново) — село в Болгарии. Находится в Варненской области, входит в общину Варна. Население составляет 1 247 человек.

## Политическая ситуация
В местном кметстве Константиново, в состав которого входит Константиново, должность кмета (старосты) исполняет Васил Дюлгеров (ГЕРБ) по результатам выборов правления кметства.
Кмет (мэр) общины Варна — Иван Портних (ГЕРБ) по результатам выборов в правление общины.